# Coppa Libertadores 2023 (calcio femminile)
La Coppa Libertadores femminile 2023 è stata la 15ª edizione della massima competizione sudamericana riservata a squadre femminili di calcio. Il torneo si è disputato dal 5 al 21 ottobre in Colombia con la finale in programma il 21 ottobre allo Stadio olimpico Pascual Guerrero di Cali.
La coppa è stata vinta dalle brasiliane del Corinthians, che in finale hanno battuto le rivali cittadine del Palmeiras per 0-1.

## Squadre
Al torneo partecipano 16 squadre appartenenti alle 10 federazioni della CONMEBOL, secondo i seguenti criteri:
- ciascuna delle 10 federazioni iscrive la squadra campione nazionale,
- un posto assegnato alla squadra campione in carica,
- un posto assegnato alla federazione ospite, la Colombia in quest'edizione[1],
- quattro ulteriori posti alle prime quattro federazioni nella classifica delle prestazioni nel torneo, quindi Brasile, Cile, Colombia e Paraguay per quest'edizione[1].

| Nazione               | Squadra              | Qualificazione                                                                           |
| --------------------- | -------------------- | ---------------------------------------------------------------------------------------- |
| Argentina (1 squadra) | Boca Juniors         | Campione del campionato argentino 2022                                                   |
| Bolivia (1 squadra)   | Always Ready         | Campione del campionato boliviano 2023                                                   |
| Brasile (3 squadre)   | Palmeiras            | Campione in carica                                                                       |
| Brasile (3 squadre)   | Corinthians          | Campione del campionato brasiliano 2022                                                  |
| Brasile (3 squadre)   | Internacional        | Vicecampione del campionato brasiliano 2022                                              |
| Cile (2 squadre)      | Colo-Colo            | Campione del campionato cileno 2022                                                      |
| Cile (2 squadre)      | Universidad de Chile | Vincitore dei play-off per la Libertadores Femminile                                     |
| Colombia (3 squadre)  | Santa Fe             | Campione del campionato colombiano 2023                                                  |
| Colombia (3 squadre)  | América de Cali      | Vicecampione del campionato colombiano 2023                                              |
| Colombia (3 squadre)  | Atlético Nacional    | Squadra con il miglior piazzamento nella classifica unita del campionato colombiano 2023 |
| Ecuador (1 squadre)   | Barcelona SC         | Campione del campionato ecuadoriano 2023                                                 |
| Paraguay (2 squadre)  | Olimpia              | Campione del campionato paraguaiano 2023                                                 |
| Paraguay (2 squadre)  | Libertad/Limpeño     | Vicecampione del campionato paraguaiano 2023                                             |
| Perù (1 squadra)      | Universitario        | Campione del campionato peruviano 2023                                                   |
| Uruguay (1 squadra)   | Nacional             | Campione del campionato uruguaiano 2022                                                  |
| Venezuela (1 squadra) | Caracas              | Campione del campionato venezuelano 2023                                                 |

## Stadi
Tutte le partite sono state disputate a Cali e Bogotà in Colombia nei seguenti stadi:
- Stadio Metropolitano de Techo (capienza 10 000 spettatori)
- Stadio olimpico Pascual Guerrero (capienza 45 195 spettatori)

## Fase a gruppi
Il sorteggio per definire la composizione dei gruppi si è tenuto il 19 settembre 2023.
Le 16 squadre partecipanti sono state divise in 4 gruppi, ciascuno composto da 4 squadre. Ogni squadra gioca con le altre 3 squadre del proprio gruppo una sola volta. La prima e la seconda classificata di ogni gruppo accedono ai quarti di finale.

### Gruppo A

#### Classifica
| Pos | Squadra           | Pt | G | V | N | P | GF | GS | DG  |
| --- | ----------------- | -- | - | - | - | - | -- | -- | --- |
| 1.  | Palmeiras         | 9  | 3 | 3 | 0 | 0 | 15 | 3  | +12 |
| 2.  | Atlético Nacional | 6  | 3 | 2 | 0 | 1 | 9  | 6  | +3  |
| 3.  | Barcelona SC      | 3  | 3 | 1 | 0 | 2 | 5  | 10 | -5  |
| 4.  | Caracas           | 0  | 3 | 0 | 0 | 3 | 2  | 12 | -10 |

#### Risultati
| Squadra 1         | Risultato   | Squadra 2         |
| 1ª giornata       | 1ª giornata | 1ª giornata       |
| ----------------- | ----------- | ----------------- |
| Palmeiras         | 5 - 0       | Barcelona SC      |
| Caracas           | 0 - 3       | Atlético Nacional |
| 2ª giornata       |             |                   |
| Palmeiras         | 6 - 0       | Caracas           |
| Barcelona SC      | 2 - 3       | Atlético Nacional |
| 3ª giornata       |             |                   |
| Atlético Nacional | 3 - 4       | Palmeiras         |
| Barcelona SC      | 3 - 2       | Caracas           |

### Gruppo B

#### Classifica
| Pos | Squadra              | Pt | G | V | N | P | GF | GS | DG |
| --- | -------------------- | -- | - | - | - | - | -- | -- | -- |
| 1.  | Universidad de Chile | 7  | 3 | 2 | 1 | 0 | 4  | 2  | +2 |
| 2.  | Olimpia              | 6  | 3 | 2 | 0 | 1 | 6  | 4  | +2 |
| 3.  | Santa Fe             | 4  | 3 | 1 | 1 | 1 | 6  | 3  | +3 |
| 4.  | Universitario        | 0  | 3 | 0 | 0 | 3 | 1  | 8  | -7 |

#### Risultati
| Squadra 1            | Risultato   | Squadra 2            |
| 1ª giornata          | 1ª giornata | 1ª giornata          |
| -------------------- | ----------- | -------------------- |
| Universitario        | 0 - 1       | Universidad de Chile |
| Santa Fe             | 1 - 2       | Olimpia              |
| 2ª giornata          |             |                      |
| Olimpia              | 1 - 2       | Universidad de Chile |
| Santa Fe             | 4 - 0       | Universitario        |
| 3ª giornata          |             |                      |
| Universidad de Chile | 1 - 1       | Santa Fe             |
| Olimpia              | 3 - 1       | Universitario        |

### Gruppo C

#### Classifica
| Pos | Squadra          | Pt | G | V | N | P | GF | GS | DG  |
| --- | ---------------- | -- | - | - | - | - | -- | -- | --- |
| 1.  | Corinthians      | 9  | 3 | 3 | 0 | 0 | 12 | 0  | +12 |
| 2.  | Colo-Colo        | 6  | 3 | 2 | 0 | 1 | 9  | 3  | +6  |
| 3.  | Libertad/Limpeño | 3  | 3 | 1 | 0 | 2 | 3  | 10 | -7  |
| 4.  | Always Ready     | 0  | 3 | 0 | 0 | 3 | 3  | 14 | -11 |

#### Risultati
| Squadra 1        | Risultato   | Squadra 2        |
| 1ª giornata      | 1ª giornata | 1ª giornata      |
| ---------------- | ----------- | ---------------- |
| Always Ready     | 1 - 3       | Libertad/Limpeño |
| Corinthians      | 1 - 0       | Colo-Colo        |
| 2ª giornata      |             |                  |
| Colo-Colo        | 4 - 0       | Libertad/Limpeño |
| Corinthians      | 6 - 0       | Always Ready     |
| 3ª giornata      |             |                  |
| Colo-Colo        | 5 - 2       | Always Ready     |
| Libertad/Limpeño | 0 - 5       | Corinthians      |

### Gruppo D

#### Classifica
| Pos | Squadra         | Pt | G | V | N | P | GF | GS | DG  |
| --- | --------------- | -- | - | - | - | - | -- | -- | --- |
| 1.  | Internacional   | 9  | 3 | 3 | 0 | 0 | 12 | 2  | +10 |
| 2.  | América de Cali | 4  | 3 | 1 | 1 | 1 | 7  | 5  | +2  |
| 3.  | Boca Juniors    | 4  | 3 | 1 | 1 | 1 | 6  | 7  | -2  |
| 4.  | Nacional        | 0  | 3 | 0 | 0 | 3 | 1  | 12 | -11 |

#### Risultati
| Squadra 1       | Risultato   | Squadra 2       |
| 1ª giornata     | 1ª giornata | 1ª giornata     |
| --------------- | ----------- | --------------- |
| Nacional        | 0 - 3       | Internacional   |
| Boca Juniors    | 1 - 1       | América de Cali |
| 2ª giornata     |             |                 |
| Boca Juniors    | 5 - 1       | Nacional        |
| América de Cali | 2 - 4       | Internacional   |
| 3ª giornata     |             |                 |
| Internacional   | 5 - 0       | Boca Juniors    |
| América de Cali | 4 - 0       | Nacional        |

## Fase a eliminazione diretta
Le fasi a eliminazione diretta include la disputa di quarti di finale e semifinali, con partite di andata e ritorno. Gli accoppiamenti dei quarti di finale e del tabellone sono stabiliti al momento del sorteggio per la composizione della fase a gruppi. In caso di parità di reti segnate al termine dei tempi regolamentari, si passa direttamente ai tiri di rigore, senza disputare i tempi supplementari.

### Tabellone
|  | Quarti di finale     | Quarti di finale  |                   |               | Semifinali                | Semifinali                |  |  | Finale | Finale |
|  |                      |                   |                   |               |                           |                           |  |  |        |        |
|  |                      |                   |                   |               |                           |                           |  |  |        |        |
|  |                      |                   |                   |               |                           |                           |  |  |        |        |
|  | Palmeiras            | 6                 |                   |               |                           |                           |  |  |        |        |
|  | Palmeiras            | 6                 |                   |               |                           |                           |  |  |        |        |
|  | Olimpia              | 0                 |                   |               |                           |                           |  |  |        |        |
|  | Olimpia              | 0                 | Palmeiras         | 3             |                           |                           |  |  |        |        |
|  |                      |                   | Palmeiras         | 3             |                           |                           |  |  |        |        |
|  |                      | Atlético Nacional | 1                 |               |                           |                           |  |  |        |        |
|  | Universidad de Chile | Atlético Nacional | 1                 | 1             |                           |                           |  |  |        |        |
|  | Universidad de Chile |                   |                   | 1             |                           |                           |  |  |        |        |
|  | Atlético Nacional    | 2                 |                   |               |                           |                           |  |  |        |        |
|  | Atlético Nacional    | 2                 | Palmeiras         | 0             |                           |                           |  |  |        |        |
|  |                      |                   | Palmeiras         | 0             |                           |                           |  |  |        |        |
|  |                      | Corinthians       | 1                 |               |                           |                           |  |  |        |        |
|  | Corinthians          | Corinthians       | 1                 | 4             |                           |                           |  |  |        |        |
|  | Corinthians          |                   |                   | 4             |                           |                           |  |  |        |        |
|  | América de Cali      | 0                 |                   |               |                           |                           |  |  |        |        |
|  | América de Cali      | 0                 | Corinthians (dtr) | 1 (4)         | Finale per il terzo posto | Finale per il terzo posto |  |  |        |        |
|  |                      |                   | Corinthians (dtr) | 1 (4)         | Finale per il terzo posto | Finale per il terzo posto |  |  |        |        |
|  |                      | Internacional     | 1 (3)             |               |                           |                           |  |  |        |        |
|  | Internacional        | Internacional     | 1 (3)             | 4             | Atlético Nacional         | 3                         |  |  |        |        |
|  | Internacional        |                   |                   | 4             | Atlético Nacional         | 3                         |  |  |        |        |
|  | Colo-Colo            | 2                 |                   | Internacional | 2                         |                           |  |  |        |        |
|  | Colo-Colo            | 2                 |                   |               | 2                         |                           |  |  |        |        |
|  |                      |                   |                   |               |                           |                           |  |  |        |        |
|  |                      |                   |                   |               |                           |                           |  |  |        |        |

### Quarti di finale
| Squadra 1            | Risultato       | Squadra 2         |
| 14 ottobre 2023      | 14 ottobre 2023 | 14 ottobre 2023   |
| -------------------- | --------------- | ----------------- |
| Palmeiras            | 6 - 0           | Olimpia           |
| Universidad de Chile | 1 - 2           | Atlético Nacional |
| 15 ottobre 2023      |                 |                   |
| Corinthians          | 4 - 0           | América de Cali   |
| Internacional        | 4 - 2           | Colo-Colo         |

### Semifinali
| Squadra 1       | Risultato       | Squadra 2         |
| 17 ottobre 2023 | 17 ottobre 2023 | 17 ottobre 2023   |
| --------------- | --------------- | ----------------- |
| Palmeiras       | 3 - 1           | Atlético Nacional |
| 18 ottobre 2023 |                 |                   |
| Corinthians     | 1 - 1 (4-3 dtr) | Internacional     |

### Finale 3º posto
| Squadra 1         | Risultato       | Squadra 2       |
| 21 ottobre 2023   | 21 ottobre 2023 | 21 ottobre 2023 |
| ----------------- | --------------- | --------------- |
| Atlético Nacional | 3 - 2           | Internacional   |

### Finale
| Arbitro: | Zulma Quiñónez |

|  |           |             |
|  | Marcatori | 30’ Millene |